# Jakobsweg Salzburg
Der Jakobsweg Salzburg ist ein knapp 100 Kilometer langer, seit 2005 ausgeschilderter, Abschnitt des Jakobswegs Österreich und Teil des Jakobswegenetzes in Österreich.
Die  Route verläuft durch den Flachgau (Bezirk Salzburg-Umgebung), die Stadt Salzburg, den Landkreis Bad Reichenhall und den Pinzgau (Bezirk Zell am See).

## Beschreibung
Der Jakobsweg Österreich verlässt das Bundesland Oberösterreich bei Oberhofen am Irrsee, führt im Bundesland Salzburg zunächst entlang des Wallersees, vorbei an Henndorf nach Eugendorf, wo der Jakobsweg Innviertel einmündet, und weiter über Hallwang und Maria Plain in die Stadt Salzburg zum Salzburger Dom und zum Stift Sankt Peter.
Ab der Stadt Salzburg verläuft der Jakobsweg über Leopoldskron, Gois in der Gemeinde Wals-Siezenheim (gotisches Jakobskirchlein), Marzoll und Großgmain in den Landkreis Bad Reichenhall (kleines deutsches Eck) in Bayern in das Saalachtal, vorbei an Bad Reichenhall mit dem ehemaligen Augustiner Chorherrenstift in Sankt Zeno und Schneizlreuth nach Unken (barocke Jakobskirche) und Lofer und über den Pass Strub weiter nach Waidring im Bezirk Kitzbühel in Tirol, wo der Jakobsweg Tirol den Jakobsweg Österreich fortsetzt.
Die Wegstrecke von Unken nach Lofer ist eine der schönsten Teilstrecken des Jakobswegs Österreich. Bei Sankt Martin bei Lofer befindet sich die Wallfahrtskirche Maria Kirchental.

## Projekt
Die Beschilderung erfolgte 2005 in einem Gemeinschaftsprojekt von Tourismus und Kirche in Salzburg und Bayern und wurde vom Tourismusressort des Landes Salzburg und mit INTERREG-Fördermitteln der EU sowie von den anliegenden Pfarren, Gemeinden, örtlichen Tourismusverbänden und der SalzburgerLand Tourismus Gesellschaft gefördert. Die einheitlichen Markierungszeichen enthalten die Jakobsmuschel auf gelb-blauem Hintergrund.